# Severin Motor Car Company
Severin Motor Car Company war ein US-amerikanischer Hersteller von Automobilen. In Anzeigen des Unternehmens findet sich die Firmierung Severin Motor Company.

## Unternehmensgeschichte
Homer T. Severin war seit 1906 als Autoverkäufer tätig. 1920 gründete er das Unternehmen in Kansas City in Missouri. J. F. Platt wurde Vizepräsident. Im Juli 1920 begann die Produktion von Automobilen. Der Markenname lautete Severin. Im Sommer 1921 traten Probleme auf. Severin versuchte, den Sitz nach Oakland in Kalifornien zu verlagern. Das gelang nicht. 1920 entstanden 121 Fahrzeuge und im Folgejahr 113.
1921 wurde das Unternehmen aufgelöst. Das Nachfolgeunternehmen Mohawk Motor Company war innerhalb eines Monats bankrott und wurde von Metropolitan Motors übernommen. Metropolitan montierte zunächst aus vorhandenen Teilen weitere Fahrzeuge des gleichen Typs und danach ein anderes Modell.

## Fahrzeuge
Im Angebot stand nur das Model H. Es hatte einen Sechszylindermotor von der Continental Motors Company vom Typ 9 N. Er leistete 65 PS. Das Fahrgestell hatte 311 cm Radstand. Einziger Karosserieaufbau war ein offener Tourenwagen mit fünf Sitzen. Der Neupreis betrug 2400 US-Dollar im ersten Jahr und 2550 Dollar im zweiten Jahr.